# Corrado Alvaro
Corrado Alvaro (ur. 15 kwietnia 1895, zm. 11 czerwca 1956 w Rzymie) – włoski powieściopisarz i dziennikarz.

## Życiorys
Urodził się w San Luca, niewielkim miasteczku położonym na skrajnym południu Kalabrii. Jego ojciec był nauczycielem w szkole podstawowej. Założył też szkołę wieczorową dla farmerów i pasterzy analfabetów. Alvaro kształcił się w jezuickich szkołach z internatem w Rzymie i Umbrii. W 1919 ukończył studia na Uniwersytecie Mediolańskim z tytułem w literaturze. Następnie zaczął pracę jako dziennikarz i krytyk literacki w dwóch dziennikach, bolońskiej Il Resto di Carlino i mediolańskiej Corriere della Sera.
Podczas pierwszej wojny światowej służył jako oficer we włoskiej armii. Po zranieniu obu rąk wiele czasu spędził w szpitalach wojskowych. Po wojnie pracował w Paryżu jako korespondent antyfaszystowskiego czasopisma Il Mondo współzałożonej przez Giovanniego Amendolę. W 1925 poparł Manifest Antyfaszystowskich Intelektualistów napisany przez filozofa Benedetta Crocego.
W 1926 wydał swoją pierwszą powieść  L'uomo nel labirinto, zgłebiającą wzrost w siłę włoskiego faszyzmu w latach 20. Jako zagorzały demokrata z silnymi poglądami antyfaszystowskimi, Alvaro swoimi przekonaniami politycznymi naraził się na bycie celem inwigilacji faszystowskiego reżimu Mussoliniego. Był zmuszony opuścić Włochy i w latach 30. podróżował po zachodniej Europie, Bliskim Wschodzie i ZSRR. Podróże te zrelacjonował w esejach podróżniczych. W 1938 wydał L'uomo è forte – napisaną po pobycie w ZSRR obronę jednostki przed uciskiem totalitaryzmu.
Po drugiej wojnie światowej Alvaro powrócił do Włoch. Ponownie pracował dla znaczących dzienników jako korespondent, krytyk teatralny i filmowy oraz redaktor. W 1947 został wybrany sekretarzem Włoskiego Stowarzyszenia Pisarzy. Urząd ten pełnił do swojej śmierci.

## Kariera literacka
Początkowo, literackie wysiłku Alvara nie cieszyły się dużym sukcesem. Krytycy chwalili jego pierwszą powieść L'uomo nel labirinto (Człowiek w labiryncie) za przedstawienie wyobcowania jednostki i społeczeństwa jako całości.
Jego następne powieści, L'amata alla finestra, Gente in Aspromonte, La signora dell'isola i Vent'anni ugruntowały jego pozycję jako ważnego pisarza. W 1931 za  Gente in Aspromonte jury ze znanym włoskim powieściopisarzem Luigim Pirandello w składzie nagrodziły go nagrodą 50000 lirów dawaną przez dziennik La Stampa.
W 1951 otrzymał Nagrodę Stregi (Premio Strega) – najbardziej prestiżową włoską nagrodę literacką – za powieść Quasi una vita. Alvaro jest ceniony za realistyczne, epickie przedstawienia włoskiej biedoty. Jego późniejsze prace ukazywały kontrasty między tęsknotą za prostym, sielankowym sposobem na życie, a dążeniem do osiągnięcia sukcesu materialnego, które przyciąga ludzi do miast.
Był jednym z pierwszych autorów, który w swoich pracach wspomniał o 'Ndranghecie – zbliżonym do mafii stowarzyszeniu w jego rodzinnej Kalabrii. Uczynił to w kilku opowiadaniach i artykule opublikowanym w Corriere della Sera w 1955.

## Twórczość
- Polsi, nell'arte, nella leggenda, e nella storia (1912)
- Poesie grigioverdi (1917)
- La siepe e l'orto (1920)
- L'uomo del labirinto (1926)
- L'amata alla finestra (1929)
- Vent'anni (1930)
- Gente in Aspromonte (Ludzie z Aspromonte, 1930, w 1931 nagroda czasopisma La Stampa)
- La signora dell'isola; racconti (1931)
- Maestri del diluvio; viaggio nella Russia sovietica (1935)
- L'uomo è forte (1938, w 940 nagroda od Accademia Nazionale dei Linzei)
- Incontri d'amore (1940)
- Viaggio in Russia (1943)
- L'età breve (1946; pierwsza powieść z serii Memorie del mondo sommerso)
- Lunga notte di Medea, tragedia in due tempi (1949)
- Quasi una vita. Giornale di uno scrittore (1950, w 1951 Nagroda Stregi)
- Il nostro tempo e la speranza. Saggi di vita contemporanea (1952)
- Un fatto di cronaca. Settantacinque racconti (1955)
- Colore di Berlino. Viaggio in Germania (2001)